# Locke & Key
Locke & Key is een Amerikaanse fantasy-horrorserie voor Netflix. Het verhaal hiervan is gebaseerd op dat uit de gelijknamige comicreeks uit 2008-2013 van schrijver Joe Hill en tekenaar Gabriel Rodriguez. Het eerste seizoen van de serie kwam op 7 februari 2020 beschikbaar. Het tweede seizoen ging op 22 oktober 2021 in première, en het derde seizoen op 10 augustus 2022.

## Verhaal
Na de dood van Rendell Locke verhuizen zijn vrouw Nina en hun kinderen Tyler, Kinsey en Bode naar het Keyhouse in Matheson, Massachusetts. Dit huis blijkt vergeven van de verborgen sleutels, ieder met unieke magische krachten. Bode kan deze vinden door te luisteren wanneer ze tegen hem fluisteren. De kinderen beleven in eerste instantie veel plezier aan de mogelijkheden die de magie hun biedt. Er zit alleen ook een kwaadaardige entiteit genaamd Echo achter de sleutels aan.

## Rolverdeling
Legenda
 = Hoofdrol
 = Terugkerende rol
 = Gastrol / Bijrol
 = Geen rol
| Acteur / actrice       | Personage               | S1      | S2      | S3     |
| ---------------------- | ----------------------- | ------- | ------- | ------ |
| Darby Stanchfield      | Nina Locke              | 10 afl. | 10 afl. | 8 afl. |
| Connor Jessup          | Tyler Locke             | 10 afl. | 10 afl. | 8 afl. |
| Emilia Jones           | Kinsey Locke            | 10 afl. | 10 afl. | 8 afl. |
| Jackson Robert Scott   | Bode Locke              | 10 afl. | 10 afl. | 8 afl. |
| Petrice Jones          | Scot Cavendish          | 9 afl.  | 10 afl. | 3 afl. |
| Griffin Gluck          | Gabe                    | 7 afl.  | 10 afl. | 1 afl. |
| Laysla De Oliveira     | Dodge / Echo            | 8 afl.  | 3 afl.  | 3 afl. |
| Hallea Jones           | Eden Hawkins            | 8 afl.  | 10 afl. | 2 afl. |
| Aaron Ashmore          | Duncan Locke            | 5 afl.  | 10 afl. | 4 afl. |
| Sherri Saum            | Ellie Whedon            | 9 afl.  | 1 afl.  | 8 afl. |
| Coby Bird              | Rufus Whedon            | 7 afl.  | 2 afl.  | 8 afl. |
| Jesse Camacho          | Doug Brazelle           | 4 afl.  | 8 afl.  | 5 afl. |
| Genevieve Kang         | Jackie Veda             | 9 afl.  | 7 afl.  |        |
| Asha Bromfield         | Zadie Wells             | 4 afl.  | 7 afl.  | 5 afl. |
| Kevin Alves            | Javi                    | 4 afl.  | 7 afl.  |        |
| Kolton Stewart         | Brinker Martin          | 4 afl.  | 7 afl.  |        |
| Thomas Mitchell Barnet | Sam Lesser              | 6 afl.  | 2 afl.  | 2 afl. |
| Bill Heck              | Rendell Locke           | 6 afl.  | 1 afl.  | 2 afl. |
| Eric Graise            | Logan Calloway          | 5 afl.  | 3 afl.  | 1 afl. |
| Martin Roach           | Detective Daniel Matuku | 4 afl.  | 4 afl.  |        |
| Joy Tanner             | Erin Voss               | 2 afl.  | 5 afl.  |        |
| Felix Mallard          | Lucas Caravaggio        | 5 afl.  | 1 afl.  |        |
| Steven Williams        | Joe Ridgeway            | 5 afl.  |         |        |
| Chris Britton          | Chamberlin Locke        | 1 afl.  | 3 afl.  | 1 afl. |
| Brendan Hines          | Josh Bennett            |         | 9 afl.  | 8 afl. |
| Kevin Durand           | Frederick Gideon        |         | 3 afl.  | 8 afl. |
| Liyou Abere            | Jamie Bennett           |         | 6 afl.  | 5 afl. |
| Ian Lake               | James Bolton            |         | 2 afl.  | 7 afl. |
| Michael Therriault     | Gordie Shaw             |         | 2 afl.  | 5 afl. |
| Jeff Lillico           | Samuel Coffey           |         | 1 afl.  | 4 afl. |

## Afleveringen

### Seizoen 1
Seizoen 1 bestaat uit tien afleveringen die uitgebracht zijn op 7 februari 2020.
| Nr. | Titel                   | Regie           | Scenario                               |  |
| --- | ----------------------- | --------------- | -------------------------------------- |  |
| 1 | Welcome to Matheson     | Michael Morris  | Joe Hill & Aron Eli Coleite            |  |
| Na de dood van Rendell Locke verhuizen zijn vrouw Nina en hun kinderen Tyler, Kinsey en Bode naar het Keyhouse in Matheson, Massachusetts. Jongste zoon Bode komt er hier achter dat er magische sleutels zijn verstopt in het huis. Hij ontmoet een vrouw genaamd Echo in de put behorend bij het huis. Zij krijgt hem zover haar de Anywhere Key te geven. Hiermee kan de gebruiker naar elke plaats op de wereld reizen. Zo ontsnapt ze uit haar gevangenschap. |                         |                 |                                        |  |
| 2 | Trapper / Keeper        | Michael Morris  | Elizabeth Ann Phang                    |  |
| Tyler raakt bevriend met Jackie Veda, Kinsey met Scot Cavendish en Bode met Rufus Whedon, die het terrein rond Keyhouse bijhoudt. Bode vindt de Head Key. Hiermee kan een gebruiker iemands brein fysiek betreden en verkennen. |                         |                 |                                        |  |
| 3 | Head Games              | Tim Southam     | Meredith Averill                       |  |
| Bode neemt met behulp van de Head Key Tyler en Kinsey mee zijn brein in. Hij legt ze daarna uit wat hij weet over de sleutels en Echo. Wanneer Kinsey de Head Key gebruikt, blijkt er een personificatie van haar angsten in haar hoofd rond te waren. Door deze te verwijderen, wordt ze angstloos. Bode vindt de Ghost Key. Die stelt een gebruiker in staat tot astrale projectie en tot het voeren van gesprekken met overledenen. Nina ontmoet Ellie, de moeder van Rufus. Zij was in haar jeugd bevriend met Rendell. |                         |                 |                                        |  |
| 4 | The Keepers of the Keys | Tim Southam     | Mackenzie Dohr                         |  |
| Ellie vertelt Nina dat bijna heel de vriendengroep waartoe Rendell en zij behoorden is overleden. Drie van hen toen ze zeventien waren en onlangs Mark, in een huisbrand. Naast haar leeft alleen Erin nog, maar zij verblijft in een psychiatrische instelling en heeft al jaren niet gesproken. Kinsey laat Scot zien wat de Head Key doet. Bode komt erachter dat Echo sleutels niet van hem kan afpakken, maar ze alleen kan krijgen als ze aan haar worden gegeven. Echo gaat in de gevangenis op bezoek bij Sam Lesser, de moordenaar van Rendell. |                         |                 |                                        |  |
| 5 | Family Tree             | Mark Tonderai   | Andres Fischer-Centeno                 |  |
| Tyler en Kinsey vinden de Puppet Key. Wie die in een muziekdoos stopt, kan de bewegingen van een ander mens besturen. Kinsey en haar vriend Gabe gebruiken deze tegen hun klasgenoot Eden. Tyler en Kinsey vinden ook de Tree Key, Die leidt hen naar begraven potten in de tuin gevuld met de herinneringen van hun oom Duncan. In een van deze herinneringen zien ze hun vader zijn vriend Lucas dood slaan. Nina gaat praten met decaan Joe Ridgeway om meer te weten te komen over Rendell en zijn vrienden. Later die avond treft ze Ridgeway dood aan met een plastic zak over zijn hoofd. |                         |                 |                                        |  |
| 6 | The Black Door          | Mark Tonderai   | Brett Treacy & Dan Woodward            |  |
| Duncan blijkt niet in staat zijn eigen herinneringen te bevatten. Kinsey overtuigt haar vrienden om te gaan filmen in de nabije zeegrot. Ze wil hier eigenlijk heen omdat ze wil weten wat haar vader daar deed. In de grot vindt ze een afgesloten deur in de vorm van een omega. Wanneer het vloed wordt, ontsnappen haar vrienden en zij maar net aan de verdrinkingsdood. Sam gebruikt de Matchstick Key die hij heeft gekregen van Echo om uit de gevangenis te ontsnappen. |                         |                 |                                        |  |
| 7 | Dissection              | Dawn Wilkinson  | Michael D. Fuller                      |  |
| Sam gijzelt de Lockes en dreigt ze te vermoorden als ze hem de Head Key niet geven. Tyler gebruikt deze om hem machteloos te maken. Sam legt uit dat de dood van Rendell een ongeluk was. Hij wilde alleen magische sleutels bemachtigen voor Echo, die hem ervan heeft overtuigd dat alleen zij om hem geeft. Echo verschijnt en steekt Sam neer, waarna ze ervandoor gaat met alle gevonden sleutels. Ze blijkt die wel af te kunnen pakken van niet-Lockes. Sam probeert te vluchten, maar opent de deur per ongeluk met de Ghost Key. Hierdoor raakt zijn astrale projectie gescheiden van zijn dode lichaam. |                         |                 |                                        |  |
| 8 | Ray of F**king Sunshine | Dawn Wilkinson  | Vanessa Rojas                          |  |
| Tyler en Kinsey gaan naar de grot met de omega-deur. Hier vinden ze een lijst van 'sleutelbewaarders'; hun vader en zijn vrienden. Echo bezoekt Erin in de psychiatrische instelling. Ze gebruikt de Head Key om de locatie van de Omega Key te vinden in Erins geheugen. Hiermee kan ze de omega-deur openen. Ook Kinsey bezoekt Erin. Die maakt haar duidelijk dat Echo is vermomd als de zeventienjarige versie van Lucas. Ze verblijft in die hoedanigheid bij Ellie thuis als het zogenaamde neefje van Rufus. Tyler vindt de Omega Key in de as van zijn vader. Rendell had die verstopt in zijn hoofd met de Head Key. |                         |                 |                                        |  |
| 9 | Echoes                  | Vincenzo Natali | Meredith Averill & Elizabeth Ann Phang |  |
| Bode herkent Lucas als de jongen die bij Ellie verblijft. Wanneer ze haar hiermee confronteren, legt ze uit wat er vroeger is gebeurd. Hun vriendengroep gebruikte de sleutels ook. Toen ze de omega-deur openden, werd Lucas geraakt door een blauw licht. Hierdoor raakte hij bezeten. Hij doodde twee van hun vrienden voor Rendell hem stopte door hem dood te slaan. Om alles geheim te houden, hebben ze de doden in zee gegooid, de herinneringen van Duncan verwijderd en de sleutels verdeeld. Ze spraken daarbij af die nooit meer te gebruiken. Ellie heeft zich hier niet aan gehouden. In een poging haar geliefde Lucas terug te krijgen met de Echo Key, bracht ze de entiteit die hem had overgenomen terug: Echo. Zij blijf in eerste instantie gevangen in de put bij Keyhouse, maar kwam vrij toen Bode haar de Anywhere Key gaf. Echo gijzelde Ellie sindsdien en dwong haar de Crown of Shadows te vinden voor haar. De drager hiervan heeft de macht over tastbare schaduwwezens. |                         |                 |                                        |  |
| 10 | Crown of Shadows        | Vincenzo Natali | Carlton Cuse & Meredith Averill        |  |
| Echo valt in haar jacht op de Omega Key Keyhouse aan met schaduwwezens. Nadat Bode een van de wezens doodt, vinden ze een verdieping lager het bewusteloze lichaam van Echo. Tyler, Kinsey, Scot, Gabe, Jackie en Eden brengen haar naar de zeegrot en gooien haar door de omega-deur. Bode vindt Rufus, maar Ellie is spoorloos. De Lockes besluiten in Matheson te blijven. Kinsey begint een relatie met Gabe. Gabe is in werkelijkheid alleen een andere vorm van Echo. Ze blijkt het uiterlijk van Ellie te hebben veranderd in een kopie van dat van zichzelf. De kinderen hebben daardoor Ellie door de omega-deur gegooid, terwijl Echo nog steeds in hun wereld verblijft in de vorm van Gabe. Tijdens hun actie bij de omega-deur is bovendien ook Eden bezeten geraakt. |                         |                 |                                        |  |

## Achtergrond
- Locke & Key is gebaseerd op een gelijknamige comic-reeks die oorspronkelijk verscheen van 2008 tot en met 2013. Er werd in 2011 voor het eerst een pilotaflevering gemaakt, met Miranda Otto, Jesse McCartney, Sarah Bolger, Skylar Gaertner, Mark Pellegrino en Nick Stahl als de familie Locke en Ksenia Solo als Echo.[1] Deze resulteerde toen niet in een vervolg.
- Lock House staat in de serie in een plaats genaamd Matheson, terwijl het in de comic-reeks in Lovecraft staat. Schrijver Hill deed dit op papier als hommage aan schrijver H. P. Lovecraft en in de serie aan Richard Matheson.[2]
- Schrijver Joe Hill en tekenaar Gabriel Rodriguez hebben een cameo in aflevering 10 als ambulancebroeders.